# Obplotna grašica
Obplotna grašica (znanstveno ime Vicia sepium) je zelnata trajnica iz družine metuljnic.

## Opis
Obplotna grašica zraste do 50 cm v višino in ima enkrat pernato deljene jajčaste ali elipsasto oblikovane liste, ki so na robovih in po spodnji strani poraščeni s kratkimi, gostimi dlačicami. Cvetovi so metuljasti, svetlo vijolične do umazano modre barve. V dolžino dosežejo do 15 mm in so združeni v 2- do 5-cvetna zalistna socvetja. Semena zorijo v do 4 cm dolgih črnih strokih.
Obplotna grašica je razširjena po košenicah in med grmovjem po vsej Evropi in osrednji Aziji, kjer cveti od maja do avgusta.